# Strongylurus unidens
Strongylurus unidens là một loài bọ cánh cứng trong họ Cerambycidae.